# Els bessons
|  | No s'ha de confondre amb Manecme. |

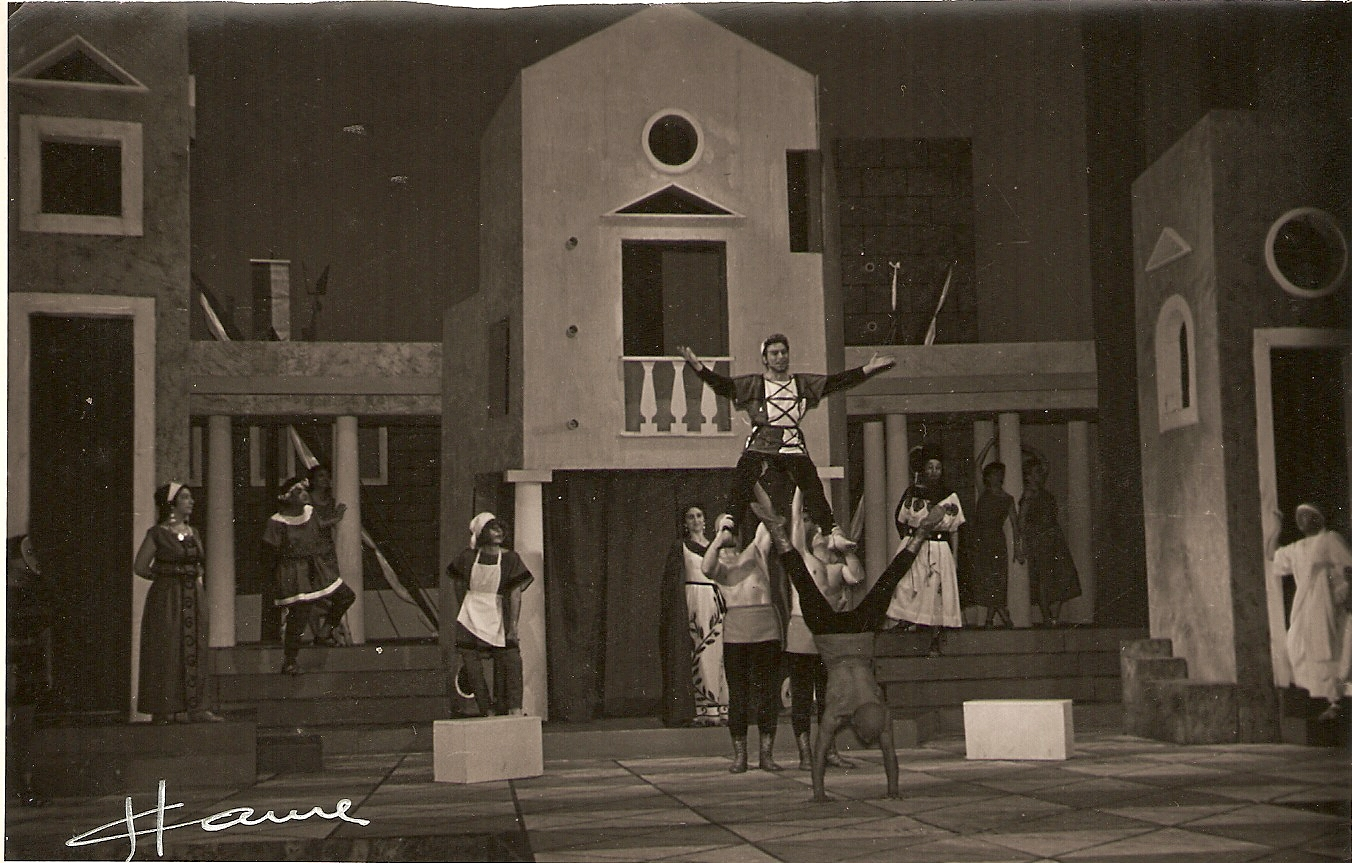
Representació dEls Bessons

Els bessons (en llatí: Menaechmi) és una comèdia escrita pel comediògraf romà Plaute, entre el 216 i el 186 aC.
És considerada com una de les millors comèdies de Plaute, destacada per ser precursora i inspiració per moltes altres obres còmiques escrites posteriorment, com La comèdia dels errors, de William Shakespeare.
Els protagonistes són Menecme i Sòsicles, dos germans bessons, i a més tenim el repertori clàssic de personatges estereotipats, com el vell, el metge, els soldats, el servus callidus, els mariners, les prostitutes, la matrona, etc., i situacions típiques com el rapte d'un infant pels pirates, confusió entre personatges, anagnòrisi, el servus callidus compra la seva llibertat….

## Argument
Moscus té dos fills bessons, Menecme i Sòsicles. Moscus s'endú només un dels bessons (Menecme) de viatge de negocis, però durant la travessia l'infant es perd i després és acollit per un negociant ric que viu a Epidamnos, que l'adopta com a fill. El pare mor de pena en saber-ho.
Sòsicles, que ha estat rebatejat com a Menecme per l'avi en record del germà perdut, fa anys que està buscant el seu germà. Ja està a punt d'abandonar, desesperat i quasi arruïnat, quan decideix fer un últim intent a Epidamnos. Després d'una sèrie de malentesos i confusions, Menecme i Sòsicles es troben i s'adonen que són bessons, gràcies en gran manera a Messeni (el servus callidus), que obté la llibertat com a premi als seus esforços.

## Traduccions catalanes
- Plaute. Els bessons (en llatí - català). Traducció: Esther Artigas.  Martorell: Adesiara, 2012 (Aetas). ISBN 978-84-92405-45-9.[1]
- Plaute. Comèdies, vol. V: Epídic. Els dos Menecmes (en llatí - català). Traducció: Marçal Olivar.  Barcelona: Fundació Bernat Metge, 1947 (Escriptors llatins). ISBN 849859006X.